# عبد الرزاق فخر الدين
عبد الرزاق فخر الدين (بالإندونيسية: Abdul Rozak Fachruddin) زعيم ديني إسلامي إندونيسي، ينحدر من باكوالامان يوغياكارتا. شغل منصب الرئيس العاشر لجمعية المحمدية الإسلامية الجماهيرية من عام 1968 إلى عام 1990.

## النشأة
ولد فخر الدين في باكوالامان يوجياكارتا في 14 فبراير 1916م. والد فخر الدين كياي ورئيس قرية باكوالامان، عينه جد الحاكم باكو علم الثامن. كانت والدته ميمونة بنت إدريس من باكوالامان أيضًا. درس في طفولته في المدارس المحمدية، وهي مدرسة إسلامية تعمل تحت إشراف المحمدية. في عام 1923 ولأول مرة ذهب فخر الدين إلى مدرسة رسمية في مدرسة ستاندارد المحمدية بوساصران. بعد الاستغناء عن والده من مكتب رئيس القرية، عاد فخر الدين إلى بلبران. في عام 1925 انتقل إلى المدرسة المحمدية الابتدائية في كوتايدج ومن هناك في عام 1928 دخل مدرسة المعلم المحمدية يوجياكارتا. بعد الدراسة في المدسة عاد إلى منزله للدراسة مع بعض الكيات بما في ذلك والده.
في عام 1934 أرسلته المحمدية للقيام بمهام الدعوة كمدرس في عشر مدارس وكواعظ في تالانج بالاي (أوغان كومرينغ إلير ريجنسي اليوم) لمدة عشر سنوات. عندما جاءت قوات الاحتلال اليابانية انتقل إلى موارا ميرانجات في باليمبانج حتى عام 1944. خلال هذا الوقت درس فخر الدين في مدرسة المحمدية هناك بقيادة وتدريب حزب واثان قبل أن يعود إلى القريته.

## مساره الوظيفي
في عام 1944 انضم إلى حزب الله الإندونيسي لمدة عام. عند عودته من باليمبانج وبداية الوعظ في بلبران أصبح مسؤول قرية في غالور لمدة عام أيضًا. بعد ذلك أصبح موظفًا في قسم الدين في القرية. في عام 1950 انتقل إلى قومان ودرس على يد شخصيات المحمدية المبكرة وكيايات كبار مثل باغوس هادكوسومو وبسير محفوظ وبديلة زوبر وأحمد بدوي. يعتبر أن إخلاصه ليس فقط داخل المحمدية ولكن أيضًا في الحكومة والجامعات. في وقت لاحق شغل منصب رئيس وزارة الشؤون الدينية. لم يمض وقت طويل خلال منصبه انضم إلى حرب العصابات ضد الهولنديين. خلال الفترة من 1950 إلى 1959 أصبح موظفًا في مكتب يوجياكارتا الديني، ثم انتقل إلى سيمارانج حيث عُرف كمحاضر استثنائي في الدراسات الإسلامية في جامعة السلطان أجونج الإسلامية.

### المحمدية
في رتبة المحمدية، بدأ كقائد لشباب المحمدية خلال الفترة 1938-1941. أصبح قائدًا بدءًا من مستوى الفرع، ثم على مستوى المناطق والمقاطعات، حتى المستوى التنفيذي المركزي. انتخب فخر الدين رئيسا لمؤتمر المحمدية الثامن والثلاثين عام 1968 في أوجونغباندانغ. كان منصب فخر الدين كرئيس للمحمدية خلفًا لفقيه عثمان بعد وفاته. بعد ذلك عمل كقائد أعلى للتنظيم لما يقرب من ربع القرن العشرين الماضي، قبل أن يحل محله الراحل أزهر البصير. بعد دخوله مستشفى جاكرتا الإسلامي، توفي فخر الدين في 17 مارس 1995م، وترك سبعة أبناء وبنات.